# Надаль, Тони
Антонио «Тони» Надаль Омар (исп. Antonio «Toni» Nadal Homar; родился 21 февраля 1961 года в Манакоре, Испания) — испанский тренер по теннису, наиболее известный по работе со своим племянником — Рафаэлем Надалем — в начале XXI века являющимся одним из сильнейших и наиболее титулованных теннисистов мира.
Второй из пяти детей Рафаэля Надаля Надаля и Исабель Омар Суреды. Жена Хоана Мария Вивес (работала учительницей английского языка), трое детей.

## Теннисная карьера
В юности считался одним из лучших теннисистов Мальорки. В ходе развития карьеры перебрался в материковую Испанию, но спортивная карьера не сложилась. Поступил в университет, где изучал юриспруденцию и историю, но вскоре бросил его, вернувшись в Манакор и став тренировать детей в местном теннисном клубе. Одним из его подопечных стал племянник, сын старшего брата, Рафаэль, выросший сначала в сильнейшего теннисиста страны, а затем и мира.
Их сотрудничество началось в 1990 году; Тони и Рафаэль-младший вместе прошли путь от грунтовых кортов Теннисного клуба Манакора до центрального корта Уимблдонского турнира. После того, как племянник стал показывать впечатляющие результаты, Тони Надаль полностью переключился на его персональную подготовку. Он известен как жесткий и строгий тренер.
Совмещает тренерскую работу с лекциями для тренеров, молодежи и предпринимателей.
В 2007 году был награждён бронзовой медалью Королевского ордена за спортивные заслуги, а в 2008 году ему присуждена премия Хайме II, как тренеру и педагогу, благодаря которому раскрылся талант Рафаэля Надаля. В 2011 году тренерская комиссия ITF вручила ему награду в знак признания его вклада в теннисную игру.